# Andrés Andrade (Tennisspieler)
Andrés Andrade (* 14. Dezember 1998 in Guayaquil) ist ein US-amerikanisch-ecuadorianischer Tennisspieler, der seit 2022 für Ecuador spielt.

## Karriere
Andrade spielte zwischen 2012 und 2016 auf der ITF Junior Tour. Dort spielte er zwar keine Grand-Slam-Turniere, aber gewann zwei Einzel- und fünf Doppeltitel bei niedriger dotierten Veranstaltungen. Platz 111 war Anfang 2016 sein Karrierehoch bei den Junioren. Seine Schulzeit verbrachte er an der renommierten IMG Academy. Er war auf Platz 12 seines Jahrgangs von tennisrecruiting.com eingestuft.
Von 2017 bis 2022 absolvierte Andrade ein Studium an der University of Florida, wo er auch im College Tennis aktiv war. Den Bachelorabschluss machte er im Fach Internationale Beziehungen.
Ab Mitte 2022 war Andrade das erste Mal regelmäßig bei Profiturnieren im Einsatz. Mit je drei erreichten Finals in der Einzel- und Doppelkonkurrenz der drittklassigen ITF Future Tour, von denen er im Einzel einen und im Doppel drei gewann, schaffte er in beiden Wertungen den Einzug in die Top 600 der Weltrangliste. Anfang 2023 wurde Andrade als am dritthöchsten platzierter Spieler aus Ecuador für die ecuadorianische Davis-Cup-Mannschaft nominiert. In drei Begegnungen bis Mitte 2024 ist seine Bilanz 2:4. 2023 kamen darüber hinaus zwei Doppeltitel der Future Tour hinzu; sein Ranking veränderte sich hingegen kaum.
Das Jahr 2024 startete Andrade mit drei fast aufeinanderfolgenden Finaleinzügen im Einzel, einen Titel gewann er aber nicht. Erste Erfolge auf der höher dotierten ATP Challenger Tour stellten sich zudem ein. Beim Turnier in Savannah qualifizierte sich Andrade zunächst und überraschte dann mit vier glatt gewonnenen Matches in Folge, bevor er gegen den Schweizer Alexander Ritschard unterlag. Mit seinem zweiten Titel im Einzel bzw. siebenten im Doppel auf der Future Tour hatte Andrade Mitte 2024 genug Punkte, um fortan nur noch bei Challengers an den Start zu gehen. Beim Challenger in Granby schlug Andrade die Nummer 95 der Welt Adam Walton in der ersten Runde und erreichte das Viertelfinale, während er das Turnier im Doppel mit seinem Partner Mac Kiger gewann. Im August des Jahres gelang Andrade gegen Federico Coria ein weiter Sieg gegen einen Spieler der Top 100, gefolgt von einem Lauf bis ins Endspiel. Jenes verlor er gegen Damir Džumhur aus Bosnien in zwei Sätzen. Der erste Auftritt für Andrade auf der ATP Tour erfolgte 2024 in Houston, als ihm und Ben Shelton eine Wildcard gewährt wurde. Mit Shelton, seinem ehemaligen Kommilitonen, überstand Andrade die erste Runde gegen die gesetzten Julian Cash und Robert Galloway. Im September stand Andrade im Einzel und Doppel mit einem Platz in den Top 250 auf seinem Karrierehoch.

## Erfolge
| Legende (Anzahl der Siege) |
| Grand Slam                 |
| ATP Finals                 |
| ATP Tour Masters 1000      |
| ATP Tour 500               |
| ATP Tour 250               |
| ATP Challenger Tour (1)    |

### Doppel

#### Turniersiege
| Nr. | Datum         | Turnier | Belag     | Partner   | Finalgegner                   | Ergebnis         |
| --- | ------------- | ------- | --------- | --------- | ----------------------------- | ---------------- |
| 1.  | 20. Juli 2024 | Granby  | Hartplatz | Mac Kiger | Justin Boulais Joshua Lapadat | 3:6, 6:3, [10:2] |